# Caenolestes sangay
Caenolestes sangay — вид ссавців з когорти сумчастих, ряду ценолестоподібних (Paucituberculata).

## Етимологія
Caenolestes: грец. καινός — «новий», грец. λῃστής — «розбійник», видовий епітет походить від Національного Парку Сангай (ісп. Parque Nacional Sangay) — найбільша охоронна територія в Андах Еквадору, визнана ЮНЕСКО як об'єкт Світової спадщини. 

## Морфологія
Морфометрія. загальна довжина: 241,2, довжина голови-тіла: 122,1, довжина хвоста: 119,1, довжина задньої ступні: 25,2 мм, вага близько 40 грам.
Спинне хутро сірувато-темно-буре, з наявністю більш світлого сірого волосся. Черевної шерсті забарвлення варіює від кремового до сірого кольору, що робить досить чіткий контраст із спинним темним кольором. Пальто поруч з середньої лінії спини на поперековому відділі хребта становить близько 14 мм. Волосся на спині, має смугасту палітру. Від основи приблизно 11 мм сиве, у той час як прикінцеві 3 мм коричнево-сірі. Волосся черева близько 8 мм. Від основи приблизно 5 мм сірі, у той час як прикінцеві 3 мм кремового кольору. Череп середнього розміру. Хвіст густо покритий коротким волоссям, темно-пофарбований в коричневий колір.

## Поширення, екологія
Усі зразки, які були використані для опису цього виду були зібрані в хмарних лісових місцях перебування між 2050 м і 3500 м у Національному парку Санґай. Новий вид зустрічається рідко.